# Dendronephthya biformata
Dendronephthya biformata is een zachte koraalsoort uit de familie Nephtheidae. De koraalsoort komt uit het geslacht Dendronephthya. Dendronephthya biformata werd in 1908 voor het eerst wetenschappelijk beschreven door Harrison. 